# Dendrophyllia ijimai
Dendrophyllia ijimai är en korallart som beskrevs av Yoshitaka Yabe och Katsuyuki Eguchi 1934. Dendrophyllia ijimai ingår i släktet Dendrophyllia och familjen Dendrophylliidae. Inga underarter finns listade i Catalogue of Life.